# W74

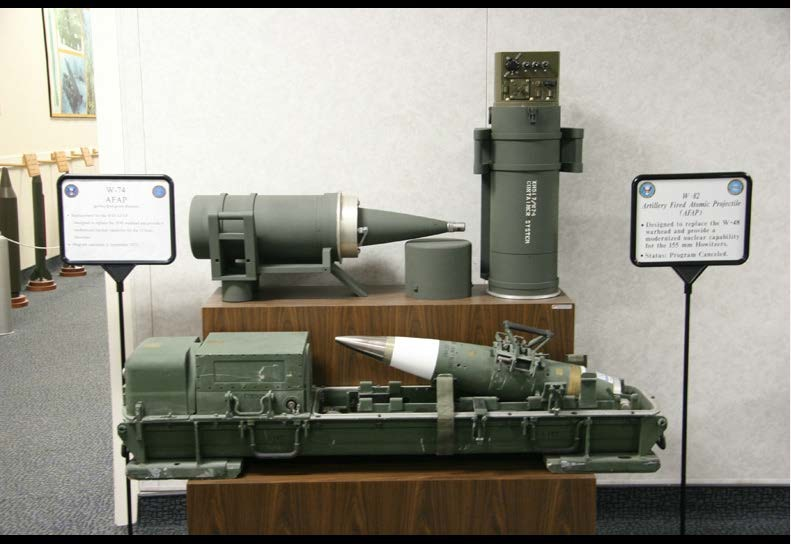
Projéteis de artilharia nuclear W74 e W82 de 155 mm (Projéteis Atômicos Disparados por Artilharia - AFAPs) em exibição no Museu Instrucional de Armas Nucleares, Base Aérea de Kirtland.

A W74 foi uma arma nuclear experimental dos Estados Unidos da América destinada para ser usada na artilharia nuclear.
Respondendo para um requerimento do exército dos Estados Unidos, datado do ano 1969 para a substituição do projétil de artilharia nuclear W48, com 155 mm de diâmetro, o Laboratório Nacional de Los Alamos começou o desenvolvimento da W74. Contudo, pela metade do ano de 1973 o programa foi descontinuado sem produzir qualquer arma para o uso. As razões primárias para a cancelação da W74 foi a tecnologia obsoleta e o alto custo.A arma somente utilizou a fissão nuclear, não tinha melhoramentos na precisão e não tinha capacidade de desenvolvimentos futuros como uma bomba de nêutrons; o resultado seria uma arma obsoleta e sem capacidade de evolução que custaria 425 000 dólares(1973) por unidade.
A W74 teve um desenvolvimento em que apenas se alterava apenas o seu diâmetro, a W75, também foi cancelada.